# Jean-Claude Chauray
Jean-Claude Chauray (Rochefort, 14 avril 1934 - La Rochelle, 14 juillet 1996), est un peintre français du XXe siècle.  Les critiques le surnomment "le peintre des présidents"; il passe son enfance et son adolescence à Mauzé-sur-le-Mignon. 
Il repose depuis juillet 1996 dans le cimetière de Mauzé. 

## Œuvre
Adepte d'une peinture classique, il a souvent réalisé des natures mortes dans lesquelles il représentait des fruits, des faïences, des étains, des objets en verre. 
Il fréquente et expose dans les plus grandes galeries d'art du monde entier, entre autres Bernheim-Jeune à Paris, Wally Findlay (en) à New York, ainsi qu'à Tokyo et à Osaka au Japon,.
En 1994, la manufacture de porcelaine Bernardaud reproduit certaines de ses œuvres sur des porcelaines de Limoges. 
Certaines de ses peintures sont exposées au musée Bernard-d'Agesci à Niort .

## Prix et distinctions
Il est nommé successivement chevalier des Arts et des Lettres et officier des Arts et Lettres en 1986, puis chevalier de la Légion d'Honneur le 1er janvier 1989,.

## Sources
- François Wiehn, Dictionnaire des peintres des Deux-Sèvres et des sculpteurs, 2012, Éditions Geste  (ISBN 978-2845619869)